# Paul Kehoe
Paul Kehoe, né le 11 janvier 1973 à Bree, est un homme politique irlandais, membre du Fine Gael.
Il est secrétaire d'État à la Défense de 2011 à 2020.